# 齐鹏
齐鹏（1980年10月—），中华人民共和国政治人物，中国共产党党员，全日制大学学历，现任甘肃省平凉市副市长。

## 生平
齐鹏最初曾在天津市科委、市科技局工作，2020年3月起任西青区委赤龙南街道工委副书记兼办事处主任，2021年1月起任精武镇党委副书记兼镇长。
2021年9月2日，平凉市四届人大常委会第三十二次会议通过《平凉市人民代表大会常务委员会决定任命名单》，决定任命齐鹏为平凉市人民政府副市长。